# 24139 Brianmcarthy
24139 Brianmcarthy è un asteroide della fascia principale. Scoperto nel 1999, presenta un'orbita caratterizzata da un semiasse maggiore pari a 2,2672308 UA e da un'eccentricità di 0,1374316, inclinata di 5,89875° rispetto all'eclittica.